# Фешовець Олена Василівна
Олена Василівна Фешовець (нар. 19 жовтня 1970, м. Миколаїв, Львівська область) — українська перекладачка, філолог, викладач англійської мови. Автор першого повноцінного українського перекладу роману Дж. Р. Р. Толкіна «Володар Перстенів».

## Життєпис
Вивчала англійську мову та літературу на факультеті іноземних мов Львівського національного університету ім. Івана Франка (1989—1994), мистецтво перекладу в міжнародній школі інтерпретації та перекладу художніх і науково-гуманітарних текстів «Перекладацька майстерня 2000—2001» під керівництвом Марії Габлевич, англійську літературу в Університеті Ричмонда, США, як стипендіатка Програми Фулбрайта (2003—2005).
Живе і працює у Львові. Одружена, виховує сина Єремію.

## Доробок

### Переклади українською
- К. Дж. Сенсом. Метью Шардлейк. Розгін. — Львів: Видавництво «Апріорі», 2023. — 408 с.
- Арчибальд Джозеф Кронін. Цитадель. — Львів: Видавництво «Апріорі», 2021. — 416 с.
- Курт Воннеґут. Сніданок чемпіонів, або Прощавай, чорний понеділку. — Івано-Франківськ: Вавилонська бібліотека, 2020. — 188 с.
- Карлос Кастанеда. Окрема реальність. — Львів: Terra Incognita, 2019. — 240 c.
- ДіБіСі П'єр. Сніданок з Борджіа. — Івано-Франківськ: Вавилонська Бібліотека, 2019. — 192 с.
- Аскольд Мельничук. Що сказано. — Київ: Комора, 2017. — 208 с.
- Джозеф Геллер. Пастка-22 [Архівовано 30 квітня 2017 у Wayback Machine.]. — Чернівці: Книги-ХХІ, 2016. — 464 c.
- Джон Елдредж. Дорога дикого серця. Карта чоловічої подорожі. — Львів: Свічадо, 2010. — 320 c.
- Джон Елдредж. Дике серце. Таємниця чоловічої душі. — Львів: Свічадо, 2009. — 232 c.
- Ґері Чепмен. П'ять мов любови для неодружених. — Львів: Свічадо, 2008. — 224 c.
- Ґері Чепмен. П'ять мов любови у подружжі. — Львів: Свічадо, 2008. — 192 c.
- Глен М. Пенер. У тіні хреста: Біблійне богослов'я переслідування і учнівства. — Львів: Свічадо, 2007. — 283 с.
- Джон Павел. Твоє щастя залежить від тебе. — Львів: Свічадо, 2006. — 168 с.
- Дж. Р. Р. Толкін. Володар Перстенів (трилогія). — Львів: Астролябія, 2004—2005, 2-ге вид. 2006. — 1088 с.
- Джеймс Джойс. «Сестри», Вільям Фолкнер «Троянда для Емілії», Кетрін Анн Портер «Могила» //Записки Перекладацької майстерні. ЛНУ ім. І. Франка. Центр гуманітарних досліджень. 2000—2001. Т. 2. — 2002.
- Збіґнєв Бжезинський. Велика шахівниця. — Івано-Франківськ: Лілея-НВ, 2000. — 236 c.
- Ентоні де Мелло. Пісня птаха. — Львів: Свічадо, 1998, 2-ге вид. 2013. — 112 с.
- Едґар Аллан По. «Острів Феї», «Тінь. Притча». Переклад 1992 р. // Едґар Аллан По. Чорний кіт: Оповідання. Київ: Дніпро, 2001. — 368 с.

### Неопубліковані п'єси:
Гарольд Пінтер. «Давні часи» (Old Times), «Колекція» (The Collection).

### Переклади англійською
- Jurij Andruchowycz. Bruno and porn